# Consul tithoreides
Consul tithoreides är en fjärilsart som beskrevs av Butler 1873. Consul tithoreides ingår i släktet Consul och familjen praktfjärilar. Inga underarter finns listade i Catalogue of Life.